# Sviderska kultura
Sviderska kultura (poljsko Kultura świderska) je kulturni kompleks zgornjega paleolitika/mezolitika, osredotočen na območje sodobne Poljske. Tipsko najdišče sviderske kulture so Świdry Wielkie v Otwocku blizu reke Swider, pritoku Visle v Mazoviji. Sviderska kultura je prepoznana kot posebna kultura, ki se je razvila na peščenih sipinah, ki so jih za seboj pustili umikajoči se ledeniki po zadnji evropski ledeni dobi.

## Razvoj
Sviderska kultura je imela tri obdobja. Iz zgodnjega sviderskega obdobja so grobo obdelana kremenova rezila, najdena na območju Novega mlina (Nowy Mlyn) na območju Svetokriških gora. Razvita sviderska kultura se je razvila po selitvi kulture proti severu. Zanjo so značilna trnasta rezila. Ta faza ločuje severozahodno evropsko kulturno provinco, ki zajema Belgijo, Nizozemsko, severozahodno Nemčijo, Dansko in Norveško od  bližnjevzhodnoevropske kulturne province, ki zajema Šlezijo, Brandenburg, Poljsko, Litvo, Belorusijo, zahodno Rusijo, Ukrajino in Krim. Za pozno svidersko kulturo so značilna rezila s topim hrbtom.
Sviderska kultura je imela osrednjo vlogo v prehodu iz paleolitika v mezolitik. Splošno sprejeto dejstvo je, da se je večina sviderskega prebivalstva na samem koncu pleistocena (pred 12.000 leti, nekalibrirano pred 11.500 leti) po umiku tundre preselila proti proti severovzhodu. Nedavno radiokarbonsko datiranje dokazujejo, da so nekatere skupine svidero-arensburgskega kompleksa vztrajale v predborealu. Za razliko od zahodne Evrope so bile mezolitske skupine, naseljene v Poljski nižini, prišleki. To potrjuje 300-letna vrzel med najmlajšo paleolitsko in najstarejšo mezolitsko naseljenostjo. Najstarejše mezolitsko najdišče je Chwalim  v poljski zahodni Šleziji. Mezolitska najdišča v vzhodni, osrednji in severovzhodni Poljski so starejša za približno 150 let. Mezolitsko prebivalstvo se je torej po 300-letnem premoru postopoma premikalo z zahoda proti vzhodu. Pomanjkanje najdb predmetov iz kremena v zgodnjem poljskem mezolitiku se razlaga s tem, da novo prispelo ljudstvo ni bilo seznanjeno z lokalnimi viri kakovostnega kremena. Najdeni predmeti so iz kremena tujega izvora.

## Vpliv na druge kulture
Ukrajinski arheolog L. Zalizniak meni, da kundska kultura iz osrednje Rusije in baltskega območja ter druge tako imenovane po-sviderske kulture izvirajo iz sviderske kulture. Sorokin (2004) to hipotezo zavrača in trdi, da je kundska kultura nastala s sezonskimi migracijami sviderskega ljudstva na prelomu pleistocena in holocena, ko je človeško preživetje temeljilo na lovu na severne jelene.
Številna najzgodnejša mezolitska najdišča na Finskem so po-sviderska. Med med njimi sta najdišče Ristola v Lahtiju in najdišče Saarenoja 2 v Joutsenu z najdbami iz uvoženega kremena, pa tudi najdišče Sujala v Utsjokiju v Laponski. Kamnina predmetov, najdenih v Sujali, izvira s polotoka Varanger na severu Norveške. Glede te regije je danes splošno sprejeto mnenje, da so najzgodnejše naselbine na norveški obali nastale v kulturi fosna na zahodni in jugozahodni norveški obali. Kasnejše so nastale  v končni paleolitski ahrensburški  kulturi severozahodne Evrope. Kombinacija obalnega kamna in tehnike obdelave, značilne za poznopaleolitske in zelo zgodnje mezolitske industrije severne Evrope, je prvotno nakazovala, da je Sujala nastala sočasno s 1. fazo norveškega mezolitika, ki datira v 11.-12. tisočletje pred našim štetjem. Predlagane vzporednice s tehnologijo rezil med najzgodnejšimi mezolitskimi najdbami na jugu Norveške bi najdbo postavile bližje ali celo pred 12. tisočletje pred našim štetjem. Povezavi z zgodnjimi severnonorveškimi naselji nasprotujeta oblika zaobljencev in tehnologija rezanja rezil iz Sujale.  Zbirka iz Sujale trenutno nedvomno velja za po-svidersko in je z radiokarbonsko analizo datirana v obdobje 9265-8930 BP, kar ustreza 8300-8200 pred našim štetjem. Takšen zgodnjemezolitski vpliv iz Rusije ali Baltika bi lahko pomenil prilagoditev prejšnjim razmišljanjem o kolonizaciji obale Barentsovega morja.